# Автошлях Т 0520
Автошля́х Т 0520 — автомобільний шлях територіального значення у Донецькій області. Пролягає територією Горлівської міської ради від Горлівки до перетину з E50. Загальна довжина — 8,3 км.

## Маршрут
Автошлях проходить через такі населені пункти:
| Автошлях Т 0520        |        |
| Донецька область       |        |
| Горлівська міська рада |        |
| Горлівка               | Т 0513 |
| П'ятихатки             |        |
|                        | E50М30 |